# Andrija Mohorovičić
Andrija Mohorovičić (Volosko, 23 de janeiro de 1857 – Zagreb, 18 de dezembro de 1936) foi um meteorologista, sismologista e geofísico croata que ganhou fama ao postular a existência de uma descontinuidade nas propriedades mecânicas dos materiais geológicos marcando a transição entre a crusta e o manto da Terra. Esta descontinuidade denomina-se hoje descontinuidade de Mohorovičić, ou simplesmente descontinuidade Moho, em homenagem ao seu descobridor.

## Biografia
Mohorovičić nasceu numa nas cercanias da cidade de Opatija, na península da Ístria, hoje território croata, filho de um operário siderúrgico (fazia âncoras para navios) também chamado Andrija Mohorovičić. Depois de fazer os seus estudos elementares na sua aldeia natal, completou o ensino secundário na cidade de Rijeka. Demonstrando grande brilhantismo nos seus estudos, aos quinze anos já falava, para além de croata, italiano, inglês e francês. Mais tarde aprenderia alemão, latim e o grego clássico.
Enveredou pelo estudo da Matemática e da Física, ingressando em 1875 na Faculdade de Filosofia da Universidade de Praga , tendo entre os seus professores o físico Ernst Mach.

## Carreira na docência
Terminados os seus estudos em Praga, Mohorovičić iniciou a sua carreira profissional como professor liceal em Zagreb (1879 -1880) e depois na escola secundária da cidade de Osijek (1880-1882). Em 1882 transferiu-se para a Real Escola Naval de Bakar, próximo de Rijeka, onde permaneceu por 9 anos. O estudo e investigação que fez ou iniciou nesta época foi crucial para o desenvolvimento futuro da carreira científica de Mohorovičić.
A partir de 1893, quando foi aceito como sócio correspondente da Academia, até 1917-1918, ensinou disciplinas na área da geofísica e da astronomia na Faculdade de Filosofia da Universidade de Zagreb.
Em 1898 foi eleito membro da Academia Croata das Ciências e Artes de Zagreb (então Academia Jugoslava das Ciências e Artes), cidade onde também trabalhava como docente privado (explicador). Em 1910 foi nomeado professor associada da Universidade de Zagreb.

## Meteorologia, astronomia e doutoramento
Foi quando ensinou na Real Escola Naval de Bakar que Mohorovičić teve o primeiro contacto com a meteorologia, deixando apaixonar pela disciplina ao ponto de fundar, em 1887, naquela cidade a primeira estação meteorológica local.
A partir dessa estação fez observações sistemáticas, medições e análises, desenvolvendo alguns dos instrumento de que necessitava. Entre os instrumentos que construiu está um equipamento destinado medir a velocidade horizontal e vertical das nuvens.
A seu pedido, foi transferido, em 1891, para a escola secundária de Zagreb,cidade onde em 1892 foi encarregue de dirigir o Observatório Meteorológico de Grič, estabelecendo um serviço de observações por toda a Croácia, ao mesmo tempo que ensinava geofísica e astronomia na Universidade local.
Em Março de 1892 Mohorovičić iniciou observações astronómicas regulares no Observatório de Grič, observando a passagem meridiana de estrelas com o objectivo de fazer a determinação rigorosa da hora local.
Nos princípios de Abril de 1893 estabeleceu uma cadeia de estações de observação destinadas a seguir as trovoadas e interessou-se pelo estudo da formação de granizo e saraiva. O seu interesse pelas trovoadas levou mais tarde, em 1899, à fundação de estações na região de Jaska (Jastrebarsko) destinadas à defesa contra a destruição das culturas pelo granizo.
A sua tese doutoral foi sobre a observação de nuvens, tendo para isso utilizado as suas observações feitas em Bakar. O título da dissertação foi Sobre a observação das nuvens – variação diária e anual dos períodos nublados em Bakar, sendo presente à Universidade de Zagreb, que lhe concedeu o título de doutor em 1893.
Observou alguns eventos meteorológicos pouco usuais, como o tornado que em 31 de Março de 1892, em Novska, atirou para 30 metros de distância uma carruagem de caminho de ferro com treze toneladas de peso e cinquenta passageiros a bordo. Também observou o "vijor" (redemoinho) de Čazma em 1898 e estudou o clima da cidade de Zagreb.
Em 1899, Mohorovičić iniciou um projecto pioneiro destinado a aproveitar a energia eólica contida nos ventos da bura (bora) que sopram do norte com grande intensidade na região do Carso.
A sua reconhecida competência em meteorologia levou a que fosse nomeado em 1901 encarregado da organização das observações na Croácia e Eslovénia, e chefe dos respectivos serviços meteorológicos. Preocupou-se com a formação dos observadores, tenso elevado os padrões de qualidade dos serviços para o nível dos melhores da Europa. Em 1907 publicou um manual de instruções para normalizar a acção dos observadores.
Nas suas funções no serviço de meteorologia, que também tinha a seu cargo as observações de geofísica, foi gradualmente canalizando o seu interesse para a geofísica, com destaque para a sismologia, geomagnetismo e estudos de gravimetria, concentrando-se progressivamente na sismologia, área a que dedicaria o resto da sua vida.
No seu último artigo sobre meteorologia, publicado em 1901, ele discutiu a o decréscimo da temperatura atmosférica com a altitude. A partir dessa data, as suas publicações passaram a ser feitas sobre temas de geofísica.

## Sismologia
A 8 de Outubro de 1909 registou-se um sismo com epicentro na região de Pokuplje, a 39 quilômetros a sueste de Zagreb. Tendo os sismo sido registado por uma rede de sismógrafos recentemente instalada, coube a Mohorovičić proceder à análise dos dados obtidos. A partir desses dados, comparando os tempos de chegada das ondas sísmicas aos diferentes aparelhos, Mohorovičić chegou à conclusão que aquelas ondas se comportam como qualquer outro fenómeno ondulatório, sendo refractadas e reflectidas nas interfaces entre materiais com características de condução (isto é velocidade de propagação) diferentes. Também reconheceu, pela primeira vez, a existência nos sismos de ondas diferentes (longitudinais e transversais), propagando-se pelo solo a velocidades diferentes.
Ao analisar os registos de estações progressivamente mais distantes do epicentro, Mohorovičić reconheceu que a Terra era composta por camadas diferenciadas colocadas em torno de um núcleo central. Pela sua evidência, mesmo em sismos próximos, foi capaz de detectar a existência de uma descontinuidade na velocidade de propagação das ondas sísmicas na interface entre a crusta e o manto, determinando a sua profundidade (que ele estimou então de se 54 quilômetros).
Hoje sabe-se que aquela descontinuidade, que recebeu o nome de descontinuidade de Mohorovičić em honra do seu descobridor, se encontra a uma profundidade que varia dos cinco a nove quilômetros sob a crusta oceânica e de 25 a 60 quilômetros sob os continentes (embora possa ser mais sob altas montanhas ou próximo a uma zona de subducção), tendo observações posteriores confirmado a existência daquela descontinuidade sob toda a superfície terrestre.

## Ideias pioneiras e homenagens
Muitos dos conceitos e teorias postulados por Mohorovičić eram visionários e muito avançados para o seu tempo, alguns deles só ganhando aceitação décadas mais tarde. Dedicou-se a um conjunto ecléctico de temas que incluíam o efeito dos sismos sobre os edifícios, a teoria da geração de sismos de foco profundo, a localização automática de epicentros, os modelos da composição e estrutura da Terra, sismógrafos electrónicos, aproveitamento da energia eólica e defesa contra o granizo e a saraiva.
Aposentou-se em 1921 e faleceu, em Zagreb, a 18 de Dezembro de 1936, com a reputação de ser um dos mais proeminentes cientistas que se dedicaram à geofísica no século XX.
Em sua honra, no ano de 1970 foi dado o nome de cratera Mohorovičić a uma cratera de 77 km de diâmetro situada na face oculta da Lua. Também em 1996, o asteróide 8422 Mohorovičić, com um período orbital de 5 anos e 38 dias, foi baptizado em sua honra.

## Principais publicações
- Mohorovičić A. (1908): Epicenters of earthquakes in Croatia and Slavonia (Epicentra potresa u Hrvatskoj i Slavoniji). Godinje izvjeće Zagrebačkog meteorolokog opservatorija za godinu 1906. Part IV. Introduction (Uvod) 15-19.
- Mohorovičić A. (1910): Earthquake of 8 October 1909 (Potres od 8. X 1909; Das Beben vom 8. X. 1909.). Yearly report of the Zagreb meteorological observatory for the year 1909 (Godinje izvjeće zagrebačkog meteorolokog opservatorija za godinu 1909), Zagreb, 63 pp. Reprint edition: Ckolska knjiga, Zagreb, 1977 (em croata e alemão), com tradução em inglês: Geofizika, 9, 3-55 (1992).
- Mohorovičić A. (1911): The effects of earthquakes on buildings (Djelovanje potresa na zgrade). Vijesti hrv. drutva in. i arh., Zagreb.
- Mohorovičić A. (1913): Developments in seismology in the last fifty years (Razvoj seizmologije posljednjih pedeset godina). Ljetopis JAZU, 27, Zagreb.
- Mohorovičić A. (1914): Hodograph der normalen P-Wellen fur eine mittlere Herdtiefe. Beilage zu den Seismischen Aufzeichnungen. Kr. zem. zavod za meteorologiju i geodinamiku, Zagreb.
- Mohorovičić A. (1915): Hodograph of the first longitudinal earthquake waves (emersio undarum primarum) (Hodograf prvih longitudinalnih valova potresa (emersio undarum primarum)). Rad JAZU, 204,1-20.
- Mohorovičić A. (1914); Hodograph der ersten longitudinalen Wellen eines Bebens (emersio undarum primarum). Bulletin des travaux de l'Academie Yougoslave des Sciences et des Beaux-arts, Classe des sciences mathematiques et naturelles 2,139-157.
- Mohorovičić A. (1915): New phases in the onset of an earthquake (Nove faze u slici početka potresa). Rad JAZU, 208, 89-109.
- Mohorovičić A. (1915): Neue Phasen im Anfange des Bildes eines Bebens. Bulletin des travaux de l'Academie Yougoslave des Sciences et des Beaux-arts, Classe des sciences mathématiques et naturelles 4, 65-86.
- Mohorovičić A. (1915): Zu dem mittelitalienischen Beben vom 13. Jänner 1915. 2. Beilage zu den Seismischen Aufzeichnungen. Kr. zem. zavod za meteorologiju i geodinamiku, Zagreb, 5 pp.
- Mohorovičić A. (1915): Zur Frage der Emergenzgeschwindigkeit. 1. Beilage zu den Seismischen Aufzeichnungen. Kr. zem. zavod za meteorologiju i geodinamiku, Zagreb, 4 pp.
- Mohorovičić A. (1916): Die Bestimmung des Epizentrums eines Nahbebens. Gerlands Beitrage zur Geophysik 14,199-205.
- Mohorovičić A. (1916): Vorlaufige Mitteilung uber das Beben vom 12. III. 1916. Berichte uber seismische Aufzeichnungen. Kr. zem. zavod za meteorologiju i geodinamiku, Zagreb.
- Mohorovičić A. (1917): Principles and construction of a seismograph, and a proposal for construction of a new seismograph for recording of horizontal component of ground motion (Principi konstrukcije sismografa i prijedlog za konstrukciju nova sismografa za horizontalne komponente gibanja zemlje). Rad JAZU, 217, 114-150.
- Mohorovičić A. (1918): Prinzipien fur die Konstruktion eines neuen Seismographen. Bulletin des travaux de l'Academie Yougoslave des Sciences et des Beaux-arts, Classe des sciences mathematiques et naturelles 9/10, 6-20.
- Mohorovičić A., Mohorovičić S. (1922): Hodographs of the longitudinal and transversal earthquake waves (undae primae et undae secundae) (Hodografi longitudinalnih i transversalnih valova potresa (undae primae et undae secundae)). Part 1. Hodographs. Written by A. Mohorovičić. Rad JAZU, 226, 94-190.
- Mohorovičić A. (1923): Hodographen der longitudinalen und transversalen Wellen eines Bebens (undae primae et undae secundae). 1. Hodographen. Bulletin des travaux de l'Académie Yougoslave des Sciences et des Beaux-arts, Classe des sciences mathematiques et naturelles 15/18, 1-16.
- Mohorovičić A. (1924): A critical review of the seismic instruments used today and of the organisation of seismic service. Bulletin of Seismological Society of America, I, 38-59.
- Mohorovičić A. (1925): Hodographes des ondes normales P et S soulignees (Pn, P*, S*) et des deux premieres reflexions pour les profondeurs de 1'hypocentre de 0, 25, 45, 57 kms. UGGI, Section de Seismologie, A. Travaux *Mohorovičić A. (1926): Zur Frage der wahren Empfindlichkeit eines Seismographen. Gerlands Beitrage zur Geophysik 15, 201-214.